# Dancing Queen (serie televisiva)
Dancing Queen è una serie televisiva di documentari con Alyssa Edwards, trasmessa su Netflix dal 5 ottobre 2018.
Nell'aprile del 2013 RuPaul confermò che sarebbe stato il produttore esecutivo di uno spin-off di RuPaul's Drag Race in cui avrebbe preso parte Alyssa Edwards, concorrente della quinta edizione del programma. Poco dopo Alyssa dichiarò che lo show si sarebbe chiamato Beyond Belief e che sarebbe ruotato sulla sua compagnia di ballo, collocata a Mesquite, in Texas. Il titolo venne poi modificato in quello attuale.